# 낙서초등학교 정동분교
낙서초등학교 정동분교는 경상남도 의령군 낙서면 정곡리 167-2에 있었던 초등학교이다.

## 연혁
- 1946.09.10 낙서국민학교 정동분교장 설립인가
- 1947.09.01 낙서국민학교 정동분교 개교
- 1955.04.01 정동국민학교 개교
- 1985.03.20 병설유치원 개원
- 1994.03.01 낙서국민학교 정동분교장
- 1999.09.01 낙서초등학교 본교로 통폐합